# 北貝加爾區

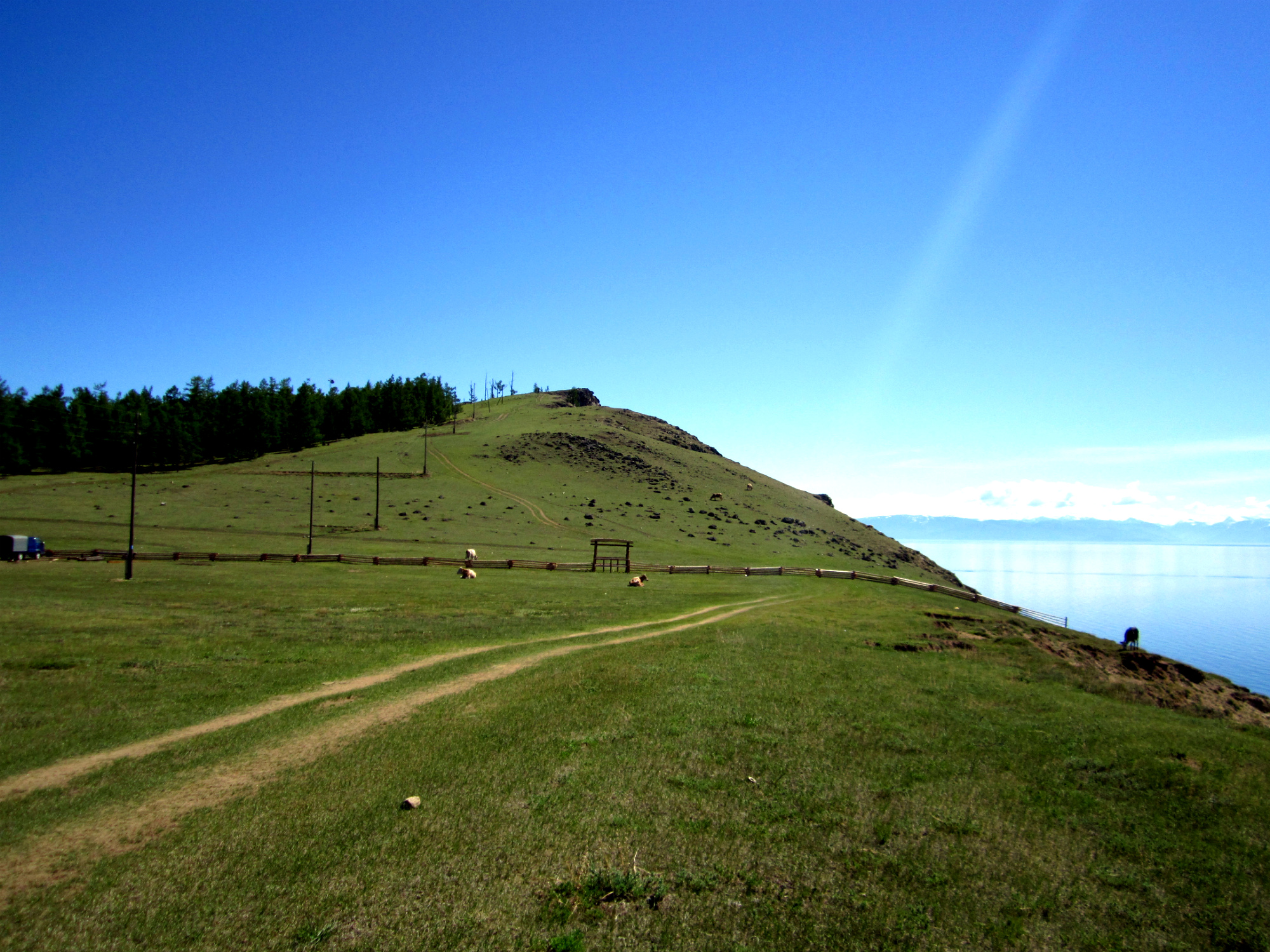

56°00′N 111°30′E / 56.000°N 111.500°E
北貝加爾區（俄语：Северо-Байкальский район），是俄羅斯的一個區，位於該國南部，由布里亞特共和國負責管轄，始建於1925年9月10日，面積54,000平方公里，2010年人口14,035，人口密度每平方公里0.26人。